# Quỳnh Hồng, Quỳnh Phụ
Quỳnh Hồng là một xã thuộc huyện Quỳnh Phụ, tỉnh Thái Bình, Việt Nam.
Ngày 18 tháng 12 năm 1976, Hợp nhất 2 xã Quỳnh Lương và Quỳnh Vân thành xã Quỳnh Hồng.
Xã có diện tích 7,12 km², dân số năm 1999 là 11831 người. Đến năm 2012 đạt khoảng 13500 người mật độ dân số đạt 1896 người/km².Xã gồm 10 thôn (Lương Cụ Nam, Lương Cụ Bắc, Quỳnh Ngọc - Nhà Ngọc Anh, Tân Thái, Mĩ Cụ, Bình Ngọc, La Vân 1, La Vân 2, La Vân 3, Đồn Xá)

## Di tích
Ở Thái Bình các di tích thờ quốc sư Minh Không có nhiều ở huyện Quỳnh Phụ như: Chùa Hóa Long ở thôn Đại Nẫm, xã Quỳnh Thọ; đền thờ và chùa La Vân ở xã Quỳnh Hồng; đền Soi ở thôn Đồng Mỹ xã Quỳnh Lâm. Lý Quốc Sư (1065 – 1141) là một vị cao tăng đứng đầu tổ chức phật giáo của triều đại nhà Lý trong lịch sử Việt Nam. Vì có nhiều công lớn chữa bệnh cho vua và nhân dân mà ông cùng với Trần Hưng Đạo, là những nhân vật lịch sử có thật, sau này được người Việt tôn sùng là đức thánh Nguyễn, đức thánh Trần. Trong dân gian, Nguyễn Minh Không còn được coi là một vị thánh trong tứ bất tử ở Việt Nam và ông tổ nghề đúc đồng. Ông được xem là vị thiền sư sáng lập nên nhiều ngôi chùa nhất ở Việt Nam.

## Lễ Hội
La Vân một làng nổi tiếng với  nghề ương bèo hoa dâu từ những trước những năm 1970 ở vùng quê lúa Thái Bình. Lễ hội đền La Vân tổ chức để tưởng nhớ công lao của vị Quốc sư triều Lý - Nguyễn Minh Không. Tuy nhiên thời gian lễ hội lại không liên quan đến thân thế Đức Thánh tổ của làng. Lễ hội diễn ra tại đền La Vân là nơi tế lễ thành hoàng và thờ cả hậu thần. Thần được tôn thờ là bà Vũ Thị Ngọc Tấn (con gái của làng) - một Vương Phi trong cung Tây đô vương Trịnh Tạc. Bà đã ban cho dân La Miên ruộng đất để dựng lại đền phía trước chùa tạo thành quần thể kiến trúc "tiền thần, hậu Phật, cung thánh đồng quy". Lễ hội đền La Vân diễn ra trong sáu ngày, mỗi ngày diễn ra tuần tự các bước: buổi sáng diễn ra các nghi thức tế lễ, buổi chiều diễn tích trò hội.

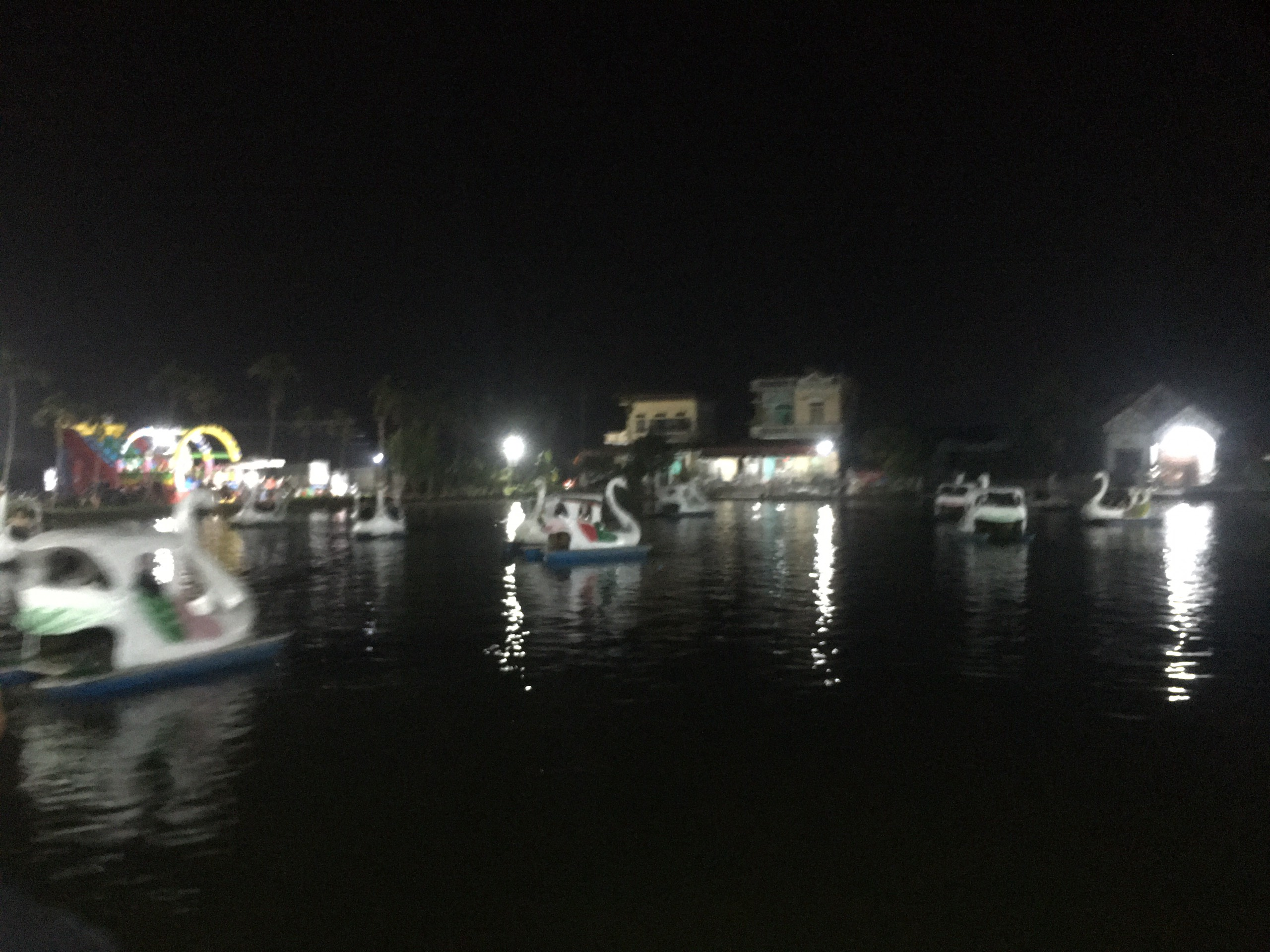
Hồ nhộn nhịp với hoạt động đạp vịt

Lễ hội đền La Vân đặc sắc bởi có phần diễn xướng dân gian độc đáo như múa kéo chữ (xếp chữ) và diễn ca thánh tích. Thêm vào đó là các trò chơi dân gian như đấu vật, cờ tướng, đánh pháo đất.  Các trò diễn ca thánh tích là để nhắc nhở con cháu làng La Vân và giới thiệu với khách thập phương về Đức Thánh của làng. Trò múa kéo chữ được duy trì ở làng La Vân và tại nhiều làng khác thuộc huyện Quỳnh Phụ theo chủ đề khác nhau tạo nên nét đặc sắc của lễ hội trên cả vùng. Múa kéo chữ vừa mang tính chất là một trò chơi, một môn thể thao đồng thời lại mang tư tưởng giáo dục, nghệ thuật cao. Múa kéo chữ mô phỏng đánh trận và chiến thắng trở về.  Ngoài ra, trò chơi này còn thể hiện tính giáo dục tinh thần tự giác, tính tổ chức, kỹ năng khéo léo, nhanh nhẹn của con người. Đây là lễ hội nông nghiệp chở đầy ước vọng của người dân về một năm mưa thuận gió hoà, người khang, vật thịnh. Các trò diễn, trò chơi được tổ chức phục vụ nhu cầu giải trí cho người dân lúc nông nhàn. Lễ hội đền La Vân như một "chất keo" gắn kết cộng đồng, ở nơi đó, con người được thể hiện mình về cả thể chất lẫn tinh thần. Điều đó được ví như là sức đàn hồi để con người có thể quay trở lại chuẩn bị cho một năm mới đầy bận rộn công việc phía trước.
Hằng năm tại đây diễn ra các hoạt động lễ hội thu hút hàng ngàn người tham gia. Ngoài các hoạt động văn hoá văn nghệ, lễ hội La Vân còn thu hút qua các hoạt động giải trí bên lề như đạp vịt, đu quay, nhà hơi, ném tiêu,...